# Cyrtochilum graminoides
Cyrtochilum graminoides är en orkidéart som beskrevs av Stig Dalström. Cyrtochilum graminoides ingår i släktet Cyrtochilum, och familjen orkidéer. Inga underarter finns listade i Catalogue of Life.